# Otiothops loris
Otiothops loris är en spindelart som beskrevs av Norman I. Platnick 1975. Otiothops loris ingår i släktet Otiothops och familjen Palpimanidae.
Artens utbredningsområde är Peru. Inga underarter finns listade i Catalogue of Life.